# Красноухов, Владимир Иванович
Красноухов Владимир Иванович – изобретатель развивающих игр и механических головоломок, популяризатор головоломок.
Автор более 100 головоломок,  имеет более 40 патентов на изобретения. 
Ведет рубрики в журналах «Левша», «Квантик», печатается в журнале «Наука и жизнь»
.
Авторские головоломки В. Красноухова серийно выпускаются в России предприятием ИП Новичкова И.А. «Планета Головоломок», а также по лицензии предприятиями Recent Toys Нидерланды, Philos Германия, Hanayama Япония, компаниями Испании и США. 

## Биография
Владимир Иванович Красноухов родился 14 августа 1944 г в селе Поярково Амурской области в семье рабочего (в то время военнослужащего). В 1947 году семья переехала в город Курск.
    С 1951 по 1961 г - учащийся школы № 47 (ныне № 37) г. Курска.  Окончил школу с золотой медалью.
    Высшее образование получил в ТПИ, г. Тула, диплом с отличием. Специальность «Летательные аппараты».
    До 1990 г. работал старшим научным сотрудником в ЦНИИ Точного Машиностроения, г. Климовск Московской обл.           
    Кандидат технических наук (1977 г).
    Имеет более 40 патентов на изобретения.
    Победитель Всесоюзного «Конкурса мирной игрушки» в Ленинграде, 1989 г, призёр Международного «Конкурса мирной игрушки» в Варшаве, 1989 г.
    В 1990 г. Указом президента СССР за создание образцов новейшей техники награждён Орденом Почёта.
    В 2009 г. Награждён Почётным знаком Федеральной службы по интеллектуальной собственности.   
    В 2015 г. Красноухову В.И. присуждён почётный статус участника Зала славы индустрии товаров и услуг для детей. Получил национальную премию в сфере товаров и услуг для детей «Золотой медвежонок».
    В 2015 г. Награждён медалью Московского международного салона образования.
    Член Нидерландского клуба головоломок.
    Член Московского международного клуба фокусников.
    Почётный член Российского клуба ценителей головоломок «Диоген».
    Почетный член Всероссийского общества изобретателей и рационализаторов.
    Участник международных встреч изобретателей головоломок (International Puzzle Party) в Амстердаме (1993), в Люксембурге (1996), в Сан-Франциско (1997 и 2009), в Фоорбурге (Нидерланды, 1998, 2013, 2014, 2015, 2016, 2017 - 2019), в Лондоне  (1999, 2014), в Лос-Анджелесе  (2000), в Токио  (1998, 2001, 2010, 2013), в Эйндховене (2001, 2003, 2007, 2012), в Антверпене (2002),  Лейдене (2002), Чикаго (2003), Гютерслоо (Германия, 2004, 2005, 2006, 2007, 2009), Хельсинки и Санкт-Петербурге (2005), Бостоне (2006), Брисбене и Сиднее (Австралия, 2007), Праге (2008), Нюрнберге (2009-2017, 2020), Берлине (2011), Вашингтоне (2012), Оттаве (Канада, 2015), Киото (Япония, 2016), Париже (2017),  Каназаве (Япония, 2019), Иерусалиме (Израиль, 2023)
    Соорганизатор ежегодных очных чемпионатов России по пазлспорту (1998-2024).  
    Совместно с И.А. Новичковой является организатором ежегодных  чемпионатов г. Курска и Курской области по решению головоломок среди учащейся молодёжи на базе Курского областного Центра детского технического творчества (2003 - 2019).
    Соорганизатор Семейных чемпионатов по решению механических головоломок (Уфа 2023 г, Казань 2024, 2025 гг.) совместно с И. Новичковой. 
   Ведёт рубрику «Игротека» в журнале ЛЕВША (с декабря 2005 г по настоящее время, опубликовано более 240 статей), рубрику «Мир механических головоломок» в журнале «Смекалка»,  печатается в журналах «Квантик» (с 2015 по настоящее время опубликовано более 30 статей), «Квант», «Наука и жизнь», «Математика».  
      Опубликовал книгу “Упрямоугольник. Головоломки для всей семьи”- М:МЦНМО, 2025
     Организатор выставок «Мир механических головоломок» в рамках Всемирного Интеллектуального фестиваля  в Москве (ВВЦ, июль 1998),  в г. Курске (Курский областной  краеведческий музей, апрель 1999 и  январь 2003), в Историко-краеведческом музее г. Климовска Московской области (2010). Совместно с И.А. Новичковой провел выставку и мастер-классы в  Музее истории освоения и развития Норильского промышленного района (г. Норильск, 2014).
    В области логических игр и головоломок занимается изобретательством, разработкой дизайна и технологий, популяризацией интеллектуальных форм досуга.
    Авторские головоломки Владимира Красноухова серийно выпускаются предприятием ИП Новичкова И.А. «Планета Головоломок», а также по лицензии предприятиями RBA Coleccionables Испания, Bits and Pieces США, Recent Toys Нидерланды,  Philos Германия,  Hanayama Япония,  и другими зарубежными фирмами.
Домашняя коллекция, собранная Владимиром Красноуховым, насчитывает более четырёх тысяч механических головоломок (старинных и современных, отечественных и зарубежных, самодельных и выпущенных промышленным способом) и используется для проведения экспертных исследований, семинаров и мастер-классов.
На соревнованиях по головоломному дизайну в Берлине в 2011 году головоломка В. Красноухова «Курский Кубик» вошла в топ-10 лучших головоломок мира.  На аналогичных соревнованиях в городе Нарита (Япония) в 2013 году головоломка «Супер-Тройка», разработанная совместно В. Красноуховым и И. Новичковой, также вошла в топ-10 лучших головоломок мира.   

## Награды
- Орден Почёта (Указ Президента СССР от 6 декабря 1990 г, Орден № 1529515) [источник не указан 1928 дней]
- Почётный знак Федеральной службы по интеллектуальной собственности, патентам и товарным знакам (2009)
- Медаль ММСО (Оргкомитет ММСО 18 апреля 2015). [источник не указан 1928 дней]
- Почётный статус участника Зала славы индустрии товаров и услуг для детей (Реестр участников Зала славы № 004/Б от 10 марта 2015, Экспертный совет Премии "ЗОЛОТОЙ МЕДВЕЖОНОК") [источник не указан 1928 дней]
- Приз  "top-10" за головоломку "Curly Cube" на Международном конкурсе дизайна головоломок в Берлине в 2011[6]
- Приз "top-10" за головоломку «Tri-symmetrics» Международном конкурсе дизайна головоломок в Нарита, Япония в 2013 разработанная совместно с И.А. Новичковой[7]

### Членство в организациях
- Член Экспертного Совета МОО "Экспертиза для детей"
- Член Нидерландского клуба головоломок
- Член Московского международного клуба фокусников
- Почётный член Российского клуба ценителей головоломок «Диоген»
- Соорганизатор чемпионатов России по пазлспорту (1998-2024)
- Организатор чемпионатов Курска и Курской области по решению головоломок среди учащейся молодёжи (2003 - 2019)

## Патенты
- Головоломка «Рогатая загадка». Патент России № 2018337 (публ. 30.08.1994);
- Игра. Патент России № 2060754 (публ. 27.05.1996);
- Игра. Патент России № 2071282 (публ. 27.05.1996);
- Проволочная головоломка. Патент России № 2116100 (публ. 27.07.1998).
- Узел для формирования объемных сооружений, преимущественно головоломок. Патент России № 2116101 (публ. 27.07.1998).
- Авт. Красноухов В.И. Патент РФ №1217444 на изобретение «Механическая головоломка»   приоритет от 07.05.84  (конструкция комбинаторной игры типа пятнашек, реализованная в серийно выпускаемых головоломках «Тик-так»).
- Авт. Красноухов В.И.  Патент РФ №1676648 на изобретение «Механическая головоломка»  приоритет  от 11.04.88  (трёхмерная перестановочная головоломка с кубическими игровыми элементами).
- Авт. Красноухов В.И., Калинин А.Т.  Авторское свидетельство на изобретение №1680241  приоритет от 01.02.89  (конструкция физической игрушки «Упрямые черепашки», демонстрирующей необычные эффекты динамики вращательного движения твёрдого тела).
- Авт. Красноухов В.И., Калинин А.Т.  Патент РФ №2018337 на изобретение «Головоломка «Рогатая Загадка»  приоритет от31.10.91  (конструкция  игрового объекта с задачей на тему разобрать-собрать с нетривиальными решениями и неожиданными эффектами).
- Авт. Красноухов В.И.  Патент РФ №2060754 на изобретение  «Игра»  приоритет от 12.12. 91  (конструкция, реализованная в серийно выпускаемых головоломках «Кошки-  мышки», «Чижики», «Фоторобот», «Флаги» и др).
- Авт. Красноухов В.И., Егоров И.П.  Свидетельство на полезную модель №5353 «Проволочная головоломка с элементами, подвижными по отношению друг к другу»  приоритет от 06.08.96  (вариант конструкции серийно производимого проволочного трансформера типа БББ).
- Авт. Красноухов В.И., Егоров И.П.  Патент РФ №2116100 на изобретение «Проволочная головоломка»  приоритет от 06.08.96  (вариант конструкции проволочного трансформера типа БС).
- Авт. Красноухов В.И.  Патент РФ №2116101 на изобретение «Узел для формирования объёмных сооружений, преимущественно головоломок»  приоритет от 13.08.96  (элементы игрового набора, позволяющие моделировать линейные, плоские и пространственные конструкции, в частности, стереохимические модели молекул).
- Авт. Красноухов В.И.  Свидетельство на полезную модель №18049 «Механическая головоломка»  приоритет от 18.07.00  (набор из четырёх различных элементов, представляющих собой комбинации  кубиков, соединительных и ограничительных пластин. Задача – собрать куб 2х2х2, достигается 2-мя способами).
- Авт. Красноухов В.И.  Свидетельство на полезную модель №18051 «Игра с волчком»  приоритет от 01.08.00  (выпуклое тело с зеркальной симметрией относительно трёх ортогональных плоскостей, обладающее свойствами кельтского камня).
- Авт. Красноухов В.И.,  Патент на полезную модель № 94871 «Механическая головоломка «Пентапарадокс». приоритет от 29.12. 2009.